# Diadelia biplagiata
Diadelia biplagiata là một loài bọ cánh cứng thuộc họ Xén tóc. Loài này được Waterhouse mô tả năm 1882.